# Hister punctifemur
Hister punctifemur är en skalbaggsart som beskrevs av Miłosz A. Mazur 2010. Hister punctifemur ingår i släktet Hister och familjen stumpbaggar. Inga underarter finns listade i Catalogue of Life.